# Enrique de Guzmán Ozámiz
Enrique de Guzmán Ozámiz, a veces Enrique de Guzmán de Ozámiz, (Cartagena, 18 de enero de 1930 - Madrid, 15 de julio de 2014) fue un ingeniero aeronáutico español que dirigió las principales empresas aeronáuticas españolas y asesoró a otras muchas internacionales.  Tuvo, entre otros cargos, el de director de Construcciones Aeronáuticas S. A. (CASA), subsecretario de Aviación Civil y presidente ejecutivo del consejo de Iberia.

## Biografía
Enrique de Guzmán Ozámiz era hijo de un capitán de corbeta que fue apresado y fusilado en Cartagena durante la Guerra Civil, 1936. Su madre quedó viuda con 25 años y cinco hijos. La familia fue desterrada a Cabo de Palos hasta que consiguieron que les canjearan por unos prisioneros rusos. La familia se trasladó a Mallorca, desde donde marcharon a Bilbao, ciudad en la que vivieron hasta finalizar la educación básica con la familia de su madre.
Tras su paso por estas ciudades la familia se marchó a Madrid. Allí Enrique de Guzmán estudió el Bachillerato en el Colegio de Huérfanos de la Armada de Chamartín. De no ser por su miopía, que le impidió superar el examen físico de acceso, Enrique de Guzmán hubiera sido marino. De expediente brillante, aprobó en dos años los exámenes de acceso a Ingeniería Aeronáutica que solían aprobarse en cuatro.

## Vida profesional
Fue número uno de la primera promoción de la E. T. S. de Ingenieros Aeronáuticos y los primeros años profesionales los desarrolló en Talleres Aeronáuticos de Barajas (TABSA), que acababa de constituirse con la Bristol Aeroplane Company. Al poco tiempo llegó a ser director general de TABSA, período en el que construye, con el arquitecto Alejandro de la Sota, la fábrica de la empresa en Barajas. A los cinco años, viendo que la empresa funcionaba prácticamente sola, Enrique de Guzmán decide dejarla para buscar nuevos horizontes.
Entra a formar entonces parte de la empresa Perkins Hispania como director técnico. Allí coincidió con Marcelino Camacho, con el que le mantuvo desde entonces una relación de amistad.
Tras su paso por Perkins es llamado para montar la fábrica de motores diésel SAVA (Sociedad Anónima de Vehículos Automóviles) de Valladolid. Más tarde crea una empresa familiar de electrónica en Madrid (1966-1969).

### El libro blanco de la aeronáutica española (1967)
A finales de los sesenta, siendo vicepresidente de la Asociación de Ingenieros Aeronáuticos, redacta junto a José Manuel Sendagorta y otros colaboradores, un libro de cuatro tomos que resultaría crucial en el devenir de la aeronática española de los años siguientes ya que allí se exponía la necesidad de fusionar las tres industrias ingenieras aeronáuticas existentes en España: Hispano Aviación (HASA), Empresa Nacional de Motores de Aviación (ENMASA) y CASA. El gobierno se interesa por la propuesta y el INI, que por entonces ya poseía la mayor parte de las acciones de Hispano Aviación y ENMASA, lanza una oferta para la compra de acciones de CASA, consiguiendo hacerse con la mayoría de la sociedad.
Es entonces, 1969, cuando a Enrique de Guzmán Ozámiz se le encarga la dirección general de Hispano Aviación de Sevilla en el tiempo durante el que se produjo la fusión, consiguiendo que la fusión CASA-HASA se realizara sin traumas, sin un solo despido.
Mientras tanto el gobierno decide entrar como socio en Airbus, una decisión importante en el futuro de la ingeniería española. En 1971, Enrique de Guzmán es nombrado director general de la nueva empresa, que mantenía la denominación de la mayor, CASA.

### CASA
Durante la dirección de Enrique de Guzmán, la empresa intenta mejorar las secciones de comercialización, marketing y venta de aviones. Para formarse en estos campos, casi una treintena de ingenieros españoles fueron enviados a las primeras empresas del mundo (Boeing, Northrop, MBB, Dassault, Garret, British Aerospace, Douglas,…), a RENFE y a la Subsecretaría de Aviación Civil.
En 1977, el entonces ministro de Transportes, José Lladó, le encarga la presidencia de Renfe. Enrique de Guzmán asume el cargo. Sin embargo, a los pocos meses y coincidiendo con un cambio en la cartera de Transportes, el nuevo ministro, Salvador Sánchez Terán, le propuso pasar a ser subsecretario de Aviación Civil. Cargo que acepta pero en el que se mantendrá poco tiempo.

### Iberia
En 1978 es nombrado presidente de Iberia. Centra su trabajo allí en solucionar los tres mayores problemas de la compañía entonces: el aeropuerto de Barajas, el puente aéreo y la puntualidad. Consigue en tres años de trabajo muy dedicado solucionar estos problemas, si bien hicieron mella en su salud: sufrió un infarto que le obligó a dejar la compañía.

### Segunda etapa en CASA
Recuperado, en 1981, vuelve a Construcciones Aeronáuticas como presidente ejecutivo del Consejo de Administración. Durante ese tiempo la empresa vende fuera de España un gran número de aviones C-101, que habían sido encargados por el Ejército del Aire para la formación de pilotos. Por este programa, recibe del gobierno la Gran Cruz del Mérito Aeronáutico.
Lanza también por entonces, en colaboración con Indonesia, el programa CN-235. Consolida la relación hispano-indonesia mediante el contrato de licencia de fabricación de Nurtanio, empresa nacional indonesia para que fabricaran el C-212 y el CN-235, que dio lugar a su versión modernizada y ampliada, el C-295. Este tratado hispano-indonesio (CN-235) mereció el premio von-Karman de Cooperación Internacional en Aeronáutica, concedido por el International Council of the Aeronautical Sciences (ICAS) en Pekín en 1992.

## Retiro
En 1984 Enrique de Guzmán Ozámiz se retira, dejando la presidencia de CASA. Desde entonces se dedicó a asesorar a muchas empresas y organizaciones: Airtech, DASA (Deutsche Aerospace, General Electrics, ThyssenKrupp, Euromisil, Junta de Andalucía, Gobierno de Indonesia o MBB.
En 1993 Recibió la “Bintang Jasa Nararya", medalla civil de alto rango concedida por el gobierno de la República de indonesia como reconocimiento a su contribución al desarrollo del país.

## Trayectoria profesional
- 1954-1958. Director general de TABSA
- 1958-1961. Director técnico de Perkins Hispania
- 1961-1965. Director general de British Motor Corporation of Spain
- 1966-1969. Presidente de Elibsa Electronics.
- 1969-1971. Director general de Hispano Aviación S.A.
- 1972-1977. Director general de Construcciones Aeronáuticas S.A (CASA)
- 1977-1978. Presidente ejecutivo del Consejo de RENFE
- 1978. Subsecretario de Aviación Civil.
- 1978-1981. Presidente ejecutivo del Consejo de IBERIA
- 1981-1984. Presidente del Consejo de CASA

Asesor de empresas como Airtec, DASA (Deutsche Aerospace), General Electrics, ThyssenKrupp, Euromisil, Junta de Andalucía, Gobierno de Indonesia, MBB. 
Presidió Correos y Telégrafos y fue Consejero Delegado de Agreda S.A.

## Premios y reconocimiento
- 1978. Gran Cruz al Mérito Aeronáutico con distintivo blanco
- 1992. Premio Von Karman de Cooperación Internacional en Aeronáutica del ICAS al acuerdo que negoció con Indonesia
- 1993. "Bintang Jasa Nararya". Máxima condecoración para extranjeros que concede el Gobierno Indonesio